# Ctenomys
Tuco-tucos, Rats à peigne
Genre
Ctenomys est un genre de rongeurs de la famille des Ctenomyidae. Il comprend de nombreuses espèces souterraines d'Amérique du Sud appelées des Cténomys, tuco-tucos ou parfois des rats à peigne,. Ce sont des petits mammifères d'Amérique du Sud qui creusent des terriers dans le sol. Plus de la moitié des espèces est endémique d'Argentine.
Ce genre a été décrit pour la première fois en 1826 par Henri-Marie Ducrotay de Blainville (1777-1850), un zoologiste et anatomiste français. Certains auteurs en ont fait un temps le seul genre de la tribu des Ctenomyini, classée dans la famille des Octodontidae.

## Liste des espèces
Selon Mammal Species of the World (version 3, 2005)  (28 mars 2013) et ITIS (28 mars 2013) :
- Ctenomys argentinus Contreras & Berry, 1982
- Ctenomys australis Rusconi, 1934
- Ctenomys azarae Thomas, 1903
- Ctenomys bergi Thomas, 1902
- Ctenomys boliviensis Waterhouse, 1848
- Ctenomys bonettoi Contreras & Berry, 1982
- Ctenomys brasiliensis Blainville, 1826
- Ctenomys budini Thomas, 1913
- Ctenomys colburni J. A. Allen, 1903
- Ctenomys coludo Thomas, 1920
- Ctenomys conoveri Osgood, 1946
- Ctenomys coyhaiquensis Kelt & Gallardo, 1994
- Ctenomys dorbignyi Contreras & Contreras, 1984
- Ctenomys dorsalis Thomas, 1900
- Ctenomys emilianus Thomas & St. Leger, 1926
- Ctenomys famosus Thomas, 1920
- Ctenomys flamarioni Travi, 1981
- Ctenomys fochi Thomas, 1919
- Ctenomys fodax Thomas, 1910
- Ctenomys frater Thomas, 1902
- Ctenomys fulvus Philippi, 1860
- Ctenomys goodfellowi Thomas, 1921
- Ctenomys haigi Thomas, 1917
- Ctenomys johannis Thomas, 1921
- Ctenomys juris Thomas, 1920
- Ctenomys knighti Thomas, 1919 - le Cténomys de Knight[3]
- Ctenomys lami Freitas, 2001
- Ctenomys latro Thomas, 1918
- Ctenomys leucodon Waterhouse, 1848
- Ctenomys lewisi Thomas, 1926
- Ctenomys magellanicus Bennett, 1836
- Ctenomys maulinus Philippi, 1872
- Ctenomys mendocinus Philippi, 1869
- Ctenomys minutus Nehring, 1887
- Ctenomys occultus Thomas, 1920
- Ctenomys opimus Wagner, 1848
- Ctenomys osvaldoreigi Contreras, 1995
- Ctenomys pearsoni Lessa & Langguth, 1983
- Ctenomys perrensi Thomas, 1896
- Ctenomys peruanus Sanborn & Pearson, 1947
- Ctenomys pilarensis Contreras, 1993
- Ctenomys pontifex Thomas, 1918
- Ctenomys porteousi Thomas, 1916
- Ctenomys pundti Nehring, 1900
- Ctenomys rionegrensis Langguth & Abella, 1970
- Ctenomys roigi Contreras, 1988
- Ctenomys saltarius Thomas, 1912
- Ctenomys scagliai Contreras, 1999
- Ctenomys sericeus J. A. Allen, 1903
- Ctenomys sociabilis Pearson & Christie, 1985
- Ctenomys steinbachi Thomas, 1907
- Ctenomys sylvanus Thomas, 1919
- Ctenomys talarum Thomas, 1898
- Ctenomys torquatus Lichtenstein, 1830
- Ctenomys tuconax Thomas, 1925
- Ctenomys tucumanus Thomas, 1900
- Ctenomys tulduco Thomas, 1921
- Ctenomys validus Contreras, Roig & Suzarte, 1977
- Ctenomys viperinus Thomas, 1926
- Ctenomys yolandae Contreras & Berry, 1984

Selon Paleobiology Database (28 mars 2013) :
- Ctenomys formosus
- Ctenomys kraglievichi
- Ctenomys magellanicus
- Ctenomys praderii